# トム・イェーガー
トーマス・マイケル・イェーガー（Thomas Michael Jager、1959年2月17日 - ）は、アメリカ合衆国・イリノイ州イーストセントルイス出身のアメリカ人男子競泳選手。ロサンゼルス・ソウル・バルセロナオリンピックで3大会連続金メダルを獲得した。元50m自由形世界記録保持者。

## 経歴
1984年ロサンゼルスオリンピックには、400mフリーリレーと400mメドレーリレーの予選メンバーとして参加。決勝は別のメンバーが泳ぎ、2種目とも金メダルを獲得した。
1986年世界水泳選手権では50m自由形と400mフリーリレーで2冠を達成し、100m自由形でも銅メダルを獲得した。
1988年ソウルオリンピックでは、50m自由形で個人初となる銀メダルを獲得。400mフリーリレーでは決勝メンバーとして参加し、2大会連続優勝を果たした。400mメドレーリレーでは予選メンバーとして泳ぎ、決勝進出に貢献。決勝で別のメンバーが泳ぎ、優勝したのでメドレーリレーでも2大会連続となる金メダルを獲得した。
1991年世界水泳選手権では50m自由形と400mフリーリレーで2大会連続2冠を達成した。
1992年バルセロナオリンピックの50m自由形では銅メダルを獲得。400mフリーリレーでは決勝メンバーとして参加し、3大会連続となる金メダルを獲得した。
3回のオリンピックで金メダル5個・銀メダル1個・銅メダル1個を獲得し、これは2021年現在歴代62位タイとなる。
50m自由形では6回世界記録を更新し、1990年に樹立した21秒84という記録は2000年にアレクサンドル・ポポフが破るまで10年間維持されていた。